# La Trinitaria
La Trinitaria je tajna organizacija koja je vodila borbu za nezavisnost Dominikanske Republike u 19. stoljeću.
La Trinitariu je osnovao Juan Pablo Duarte 16. srpnja 1838. godine u kući Juana Isidra Pérez de la Paza. Neki od prvih članova bili su Juan Isidro Perez, Pedro Alejandro Pina, Jacinto de la Concha, Felix María José María Ruiz, Serra, Benito Gonzalez, Felipe Alfau i Juan Nepomuceno Ravelo. Organizacije je koncipirala i dizajnirala organizacije La Filantrópica i La Dramática. Duarte je bio prisiljen otići u izgnanstvo u kolovozu 1843. kao rezultat njegovih disidentskih aktivnosti.
Ostali članovi La Trinitarie su nastavili borbu. Jedan od njih bio je Francisco del Rosario Sanchez, koji je korespondirao s Duarte tijekom progonstva u Venezueli, a Ramon Matias Mella, koji je zajedno s Duarte i Sanchezom postao poznat kao utemeljitelj Dominikanske Republike.
Dana 16 siječanj 1844. La Trinitaria je objavila manifest o neovisnosti, a potom je borba za nezavisnost dobila potreban zamah. Nakon mnogih bitaka i prolivene krvi Dominikanska Republika je rođena 27. veljače 1844, ostvarivši neovisnost od Haitija.
La Trinitaria je također sudjelovala u ranom formiranju nove Republike. Ipak, u najvećem dijelu društva ideologija, koja je usklađena s Duarteom nije provedena, pošto je Pedro Santana nasilno preuzeo vlast novoformirane nacije i prognio Duarta.